# Пожар в Дакке (2019)
20 февраля 2019 года в Дакке, Бангладеш, вспыхнул пожар. Он возник в результате ДТП между пикапом и легковым автомобилем. После столкновения у автомобиля взорвался газовый баллон. Затем огонь распространился на группу зданий, используемых для хранения химикатов, и быстро охватил соседние здания в густонаселенном историческом районе Базар Чоук в Старой Дакке. В результате пожара не менее 80 человек погибли и ещё 50 получили ранения.

## Причина
Сообщается, что возгорание возникло в результате взрыва баллона со сжатым природным газом в транспортном средстве, что быстро привело к новым пожарам в находившихся поблизости зданиях. Впервые о возгорании сообщили в 22:38, а примерно к 03:00 он был потушен.
В первом загоревшемся здании на первом этаже размещались магазины и склад пластмассовых изделий, косметики и парфюмерии, а на верхних этажах — жилые дома. Огонь распространился на четырёхэтажное здание за мечетью Шахи. От этого здания огонь распространился на ресторан Раджмони и три других здания в узком переулке.
Сразу после пожара взорвался электрический трансформатор, в результате чего были уничтожены несколько автомобилей, припаркованных на аллее. Аллея была заполнена людьми из-за свадебной церемонии в ближайшем общественном центре.

## Жертвы
По состоянию на 21 февраля 2019 года число погибших оценивается как минимум в 80 человек. Помимо погибших, не менее 50 человек получили ранения и были доставлены в больницы с тяжёлыми ожогами и повреждениями легких.

## Реакция
Абдул Хамид, президент Бангладеш, и шейх Хасина, премьер-министр Бангладеш, выразили свои соболезнования жертвам пожара. Также соболезнования выразили председатель партии Джатья Х. М. Эршад и многие другие.
После пожара мэр компании Dhaka South City Corporation Сайид Хокон заявил, что в городе будет запрещено размещать склады с химическими веществами.
Официальный представитель министерства иностранных дел Пакистана выразил глубокое соболезнование.
Посольство США в Дакке выразило соболезнования жертвам пожара через Twitter.

## Финансовая помощь
Министерство труда и занятости Бангладеш выделило ৳ 100 000 семье каждого погибшего и ৳ 50 000 каждому пострадавшему.